# Ommatius concavus
Ommatius concavus là một loài ruồi trong họ Asilidae. Ommatius concavus được Martin miêu tả năm 1964. Loài này phân bố ở vùng nhiệt đới châu Phi.